# Kumatori
Kumatori (熊取町, Kumatori-chō) est un bourg du district de Sennan, dans la préfecture d'Osaka, au Japon.
Au 1er novembre 2014, la population s'élevait à 44 787 habitants répartis sur une superficie de 17,23 km2.

Kumatori (en jaune) au sein de la préfecture d'Osaka.